# Hotel Majestic (Buenos Aires)
El edificio conocido como Hotel Majestic. Se encuentra en el cruce de la Avenida de Mayo con la calle Santiago del Estero, frente al Hotel Chile, y es una de las construcciones representativas más importantes de la arteria, destacándose por su torre y sus dimensiones. Ha sido cedido recientemente por la AABE (Agencia de Administración de Bienes del Estado) a la Administración de Parques Nacionales para constituir la Sede de la Casa Central del principal organismo de Conservación de la Naturaleza y Manejo sustentable de Ecosistemas de la Argentina.

## Historia
En 1901 fue fundada Caja Internacional Mutua de Pensiones (conocida como La Mutua), una cooperativa que llegaría a contar con más de 40.000 asociados y 7 edificios de su propiedad. Entre 1904 y 1905, La Mutua adquirió dos terrenos sobre la calle Santiago del Estero, entre Avenida de Mayo y Rivadavia, en el céntrico barrio de Monserrat. Planeando la construcción allí de su casa central, pisos de oficinas de renta (alquiler) y de viviendas para sus socios, La Mutua llamó en 1904 a un concurso de proyectos, con colaboración de la Sociedad Central de Arquitectos. La propuesta ganadora, presentada con el lema Mercurio, fue la de los arquitectos F. L. Collivadino e I. Benedetti; sin embargo, con la compra de dos lotes vecinos, el proyecto original fue ampliado y modificado.
Con vistas a la llegada del Centenario de la Revolución de Mayo, una sociedad integrada entre otros por José Gil decidió alquilar el edificio para transformarlo en un lujoso hotel, en donde varias delegaciones de representantes extranjeros se alojaron durante los festejos, entre otros Saint Exupéry y Le Corbusier El hotel cerró hacia 1930, y el edificio fue adquirido en 1931 por el Estado Nacional, que instaló allí la Dirección General de Impuesto a los Réditos. En 1947 el organismo se transformó en Dirección General Impositiva (DGI), y en 1996 pasó a ser la AFIP.
En 2007 un concurso de anteproyectos fue organizado por la AFIP dentro de la Sociedad Central de Arquitectos, con el objeto de restaurar y refuncionalizar el deteriorado edificio, pero las obras aún no comenzaron. Aunque por algunos años siguió funcionando en su planta baja el Museo de la AFIP, finalmente este se trasladó a la sede central del organismo frente a Plaza de Mayo.
En la actualidad el edificio del antiguo hotel se encuentra desocupado, con su fachada protegida por andamios para evitar incidentes por desprendimientos, y las polémicas obras de remodelación están suspendidas mientras su deterioro general continúa avanzando.[cita requerida] En 2014 comenzaron definitivamente las obras de restauración de sus fachadas, a concretarse por etapas, de las cuales la primera en ejecutarse fue la del sector de la calle Rivadavia.
En 2020 el edificio es asignado a la Administración de Parques Nacionales (APN) para que establezca allí su sede central.

### Huéspedes ilustres
- Vaslav Nijinsky
- Adrienne Bolland
- Le Corbusier
- Antoine de Saint-Exupéry
- Abel Botelho vivió y murió en el hotel en 1917.

## Descripción
El edificio de La Mutua fue uno de los proyectos arquitectónicos más importantes de su época en Buenos Aires, por las múltiples funciones que concentraría, sus dimensiones y las condiciones impuestas por la cooperativa. La planta baja y primeros pisos debían alojar la casa central de La Mutua y sus oficinas, y los pisos superiores se destinarían a departamentos de renta con que debían brindar una renta bruta del 10%. El aspecto del proyecto debía asegurar una imagen característica de institución financiera, y tenía que llevar el logo de la caja de ahorros en su cúpula: un sol radiante.
La estructura contó con un sótano, planta baja, 7 pisos altos, terraza accesible en la azotea y un 8º piso en la torre. Se separaron claramente los dos accesos al local de La Mutua, en la planta baja, del acceso a los apartamentos en los pisos superiores: los primeros se ubicaron sobre las dos ochavas del edificio, y el último sobre la medianera, con entrada por Avenida de Mayo.
El local comercial de La Mutua ocupó la planta baja, diseñada con tres hileras de columnas que la liberaban de paredes interiores estructurales, generando un espacio amplio para atender al público. Este gran salón comercial estaba iluminado por dos claraboyas artísticas, que filtraban la luz del sol con colores vivos y hoy ya no existen. 
El acceso a los pisos superiores, por Av. de Mayo 1317, conduce a un imponente vestíbulo con dos ascensores de tipo jaul, rematado por una lujosa escalera imperial adornada con herrería artística, barandas de madera y estatuas de bronce. Los pisos superiores están organizados alrededor de dos núcleos centrales separados por pasarelas: uno contiene la escalera principal y el otro es un patio de aire y luz que ilumina y ventila los pasillos interiores. Los departamentos originales eran variados y todos tenían vista al exterior, divididos interiormente en un pequeño vestíbulo con el baño a un costado, una sala de estar y diversas cantidades de dormitorios.
El último piso estaba rematado por otra claraboya artística, y estaba cerrado solamente por una estructura vidriada de hierro, iluminando el remate de la escalera principal que estaba adornado por más estatuas de bronce. Desde este séptimo piso se podía acceder a la terraza, cercada por una columnata de mampostería conectada con herrería artística; y que sería demolida en durante las remodelaciones realizadas por la DGI.
En la azotea, la torre del edificio alojaba un último departamento en dúplex, con cuatro relojes jerarquizando sus fachadas y un balcón corrido en el segundo piso, donde estaba la mansarda original rematada por el sol radiante, el logo de La Mutua.

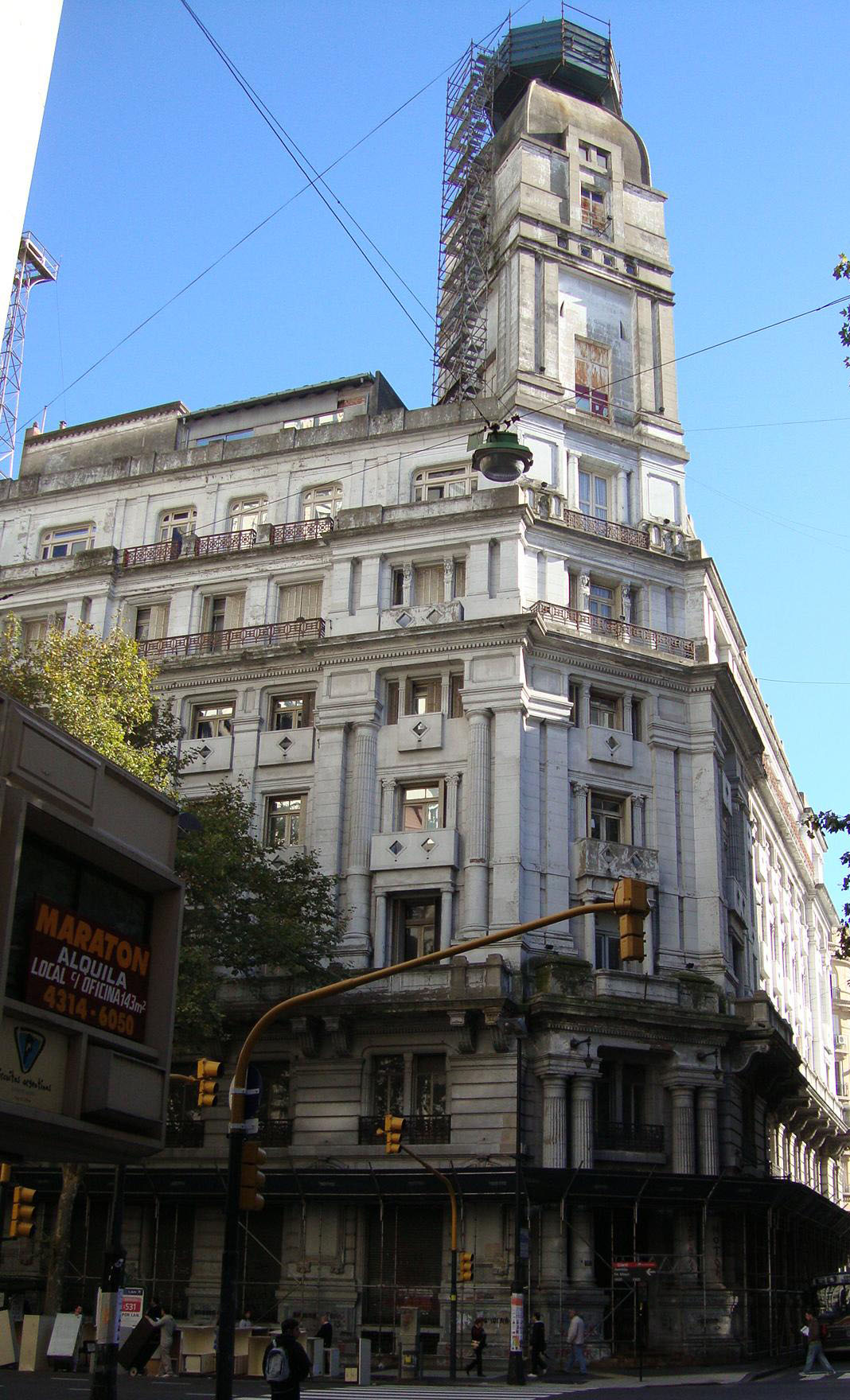
El edificio en la actualidad

### Modificaciones
Con la refuncionalización del ex hotel como sede de un organismo estatal a partir de 1931, el edificio sufrió sucesivas remodelaciones, adecuando los ambientes para alojar oficinas y eliminando los ornamentos y detalles decorativos de las fachadas. El edificio fue degradándose progresivamente, perdiendo la riqueza de su arquitectura en busca de economizar su mantenimiento.
La claraboya del patio central fue reemplazada por un techo, la mansarda del último piso se desmanteló para construir allí una terraza jardín, y se agregaron pisos. En cuanto a la estética, el edificio perdió la mayoría de sus elementos decorativos originales: la cúpula recubierta en pizarra fue cambiada por una estructura de concreto y perdió su pináculo y el sol radiante, los balcones con rejas de herrería artística se rehicieron en mampostería con perforaciones romboidales, y se quitaron óculos, frontis y balaustres, la columnata de la azotea, los cuatro relojes y la linterna de la torre, el balcón mirador perimetral y la marquesina artística de la planta baja.
Sin embargo, el edificio conserva buena parte de su decoración interior, como la abundante boisserie y las puertas originales con vidrio esmerilado luciendo las iniciales del Hotel Majestic.

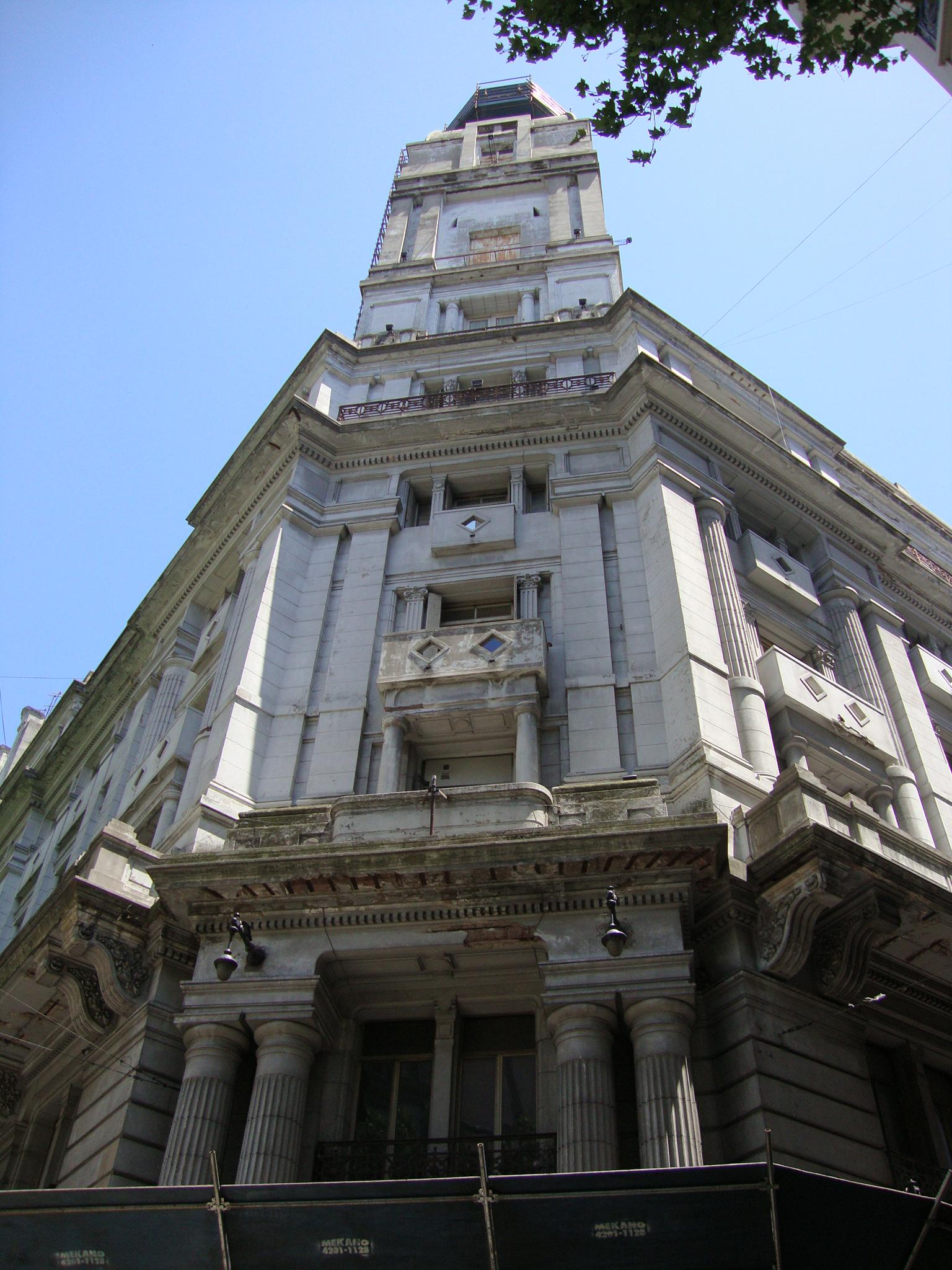
Vista de la torre desde la base

### Proyecto de 2007
El concepto impulsado por la AFIP al llamar al Concurso de Anteproyectos en julio de 2007 fue el de la creación de un complejo interactivo, con el propósito de colaborar a una modificación en la cultura tributaria en la Argentina. En el edificio se encuentra el Museo de los Impuestos, y el nuevo espacio en la planta baja debería brindar lugar a la historia del pago de tributos en la Argentina desde la época colonial, con la posibilidad de ver las actividades desde el exterior sin necesidad de entrar, generando una vinculación con el mundo. También se instalaría un espacio cultural destinado a exposiciones y otras actividades.
Por otro lado, en el edificio se unificarían las dos bibliotecas de la institución, las aulas de capacitación de personal y el centro de información al contribuyente. Además, un microcine, un salón comedor para los empleados y el laboratorio de investigación tributaria y diseño de estrategias institucionales.
Por último, la torre/faro debería ser revalorizada como punto de observación de la ciudad, aprovechando el espacio de la terraza jardín para capitalizar el lugar.
La propuesta elegida por el jurado de la Sociedad Central de Arquitectos fue la de Juan José Vicario y Juan Ignacio Meoz, quienes se quedaron con el primer premio. Los ganadores plantearon una intensiva remodelación del edificio, manteniendo muy pocos elementos originales, como las columnas de mampostería, mientras intervendrían los interiores con estructuras contemporáneas de hierro y creando grandes superficies vidriadas para iluminar los espacios.
El Museo de la AFIP sería instalado en el subsuelo, permitiendo su iluminación y conexión visual con la superficie a través de la perforación de las veredas y su reemplazo por estructuras vidriadas de hierro. La planta baja estaría destinada a la atención al público, intentando mantener la mayor parte posible de la ornamentación original, mientras los pisos superiores serían adecuados para oficinas según las necesidades actuales, construyendo una escalera de emergencias adecuada según los standares en vigencia, y nuevos sanitarios para el personal en todos los niveles.
El proyecto también contemplaba la recuperación de la azotea como mirador, reconstruyendo en estilo contemporáneo la claraboya destruida, y cambiando la cúpula de la torre de hormigón armado por un revestimiento de vidrio. Allí se instalaría un bar de acceso público.